# Alexander Serenio

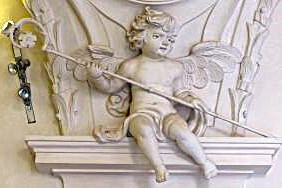
Stift Rein Putto

Alexander Serenio, auch Alessandro Serena, Alessandro de Seregno (* in Arogno im Bezirk Lugano der Schweiz.; † am 17. Jänner 1688 in Graz, Dominikanerfriedhof begraben), war ein schweizerisch-österreichischer Bildhauer und Stuckateur.

## Leben

### Familie
Der ‚kunstreiche‘ Junggeselle Alexander Serenio, seiner Kunst ein Stuckator, von Lugano im Schweizer Land gebürtig, die Eltern waren Michael und Angela Sereni, heiratete in Graz am 21. Jänner 1659 Maria Salome, Tochter des Franciscus Khanavall (Canevale) und Maria, vor dem Eisentor. Trauzeugen waren 3 Steinhauer, einer Johann Baptist Solar.

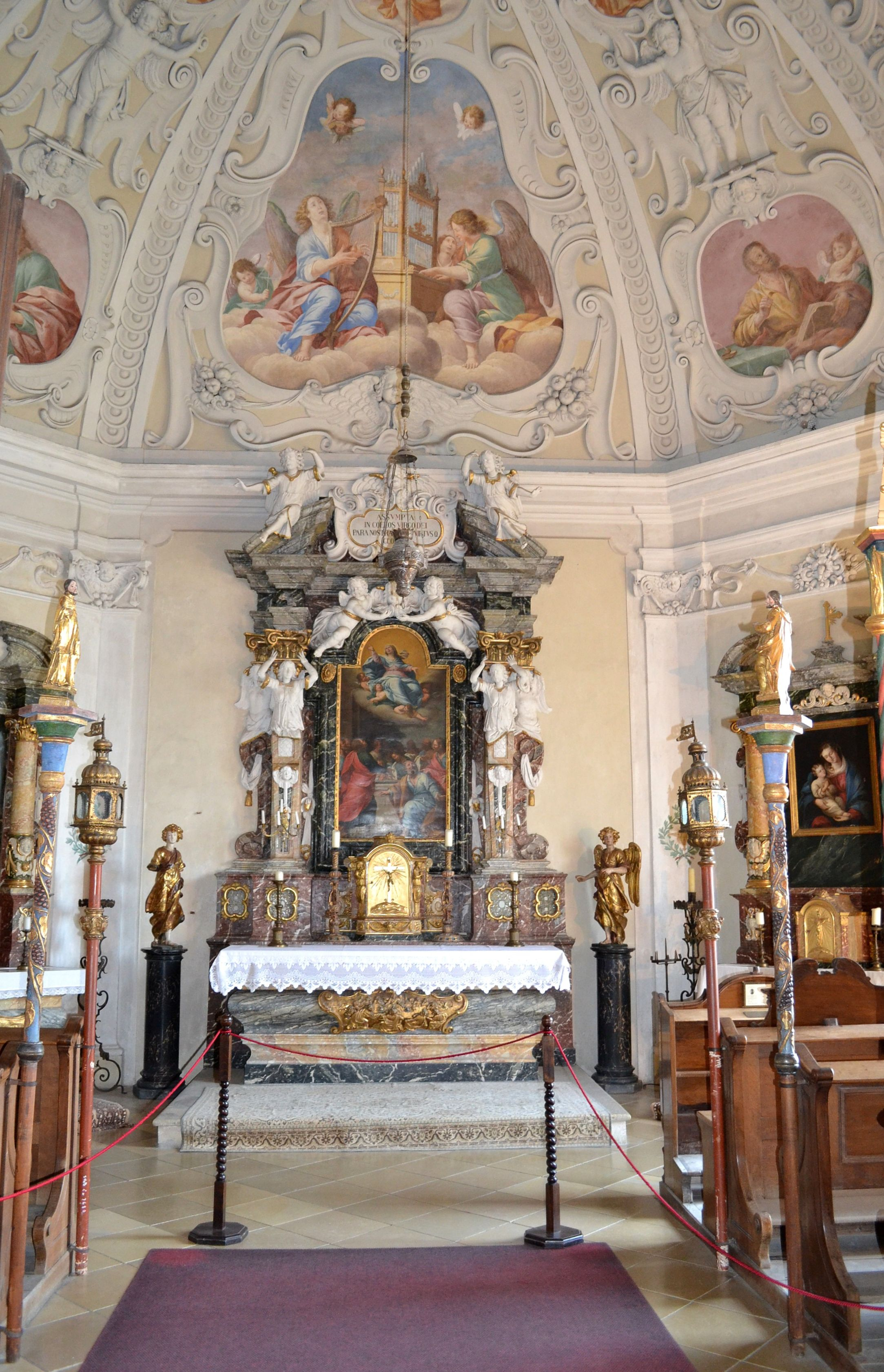
Schlosskapelle Červený Kameň

- Nachkommen mit Frau Salome (Auswahl): Bei Sohn Andreas Manfred am 30. November 1659 wurde er als Grazer Bürger bezeichnet, Taufpate Maurermeister Franz Isidor Carlone und Frau Catharina. Weiters Franz 1661, Anna Catharina 1662, Simon Alexander 1665, Maria Catharina 1670 und Anna Rosina 1678.
- Sohn ‚Anthoni Joseph Sereni‘ wurde sein Mitarbeiter und Nachfolger als Stuckateur, ist mehrfach dokumentiert. Er wohnte in Graz im ‚weißen Eggerer Hof‘, einem Edelhof der Herrschaft Eggenberg, und starb am 30. August 1710.[4]

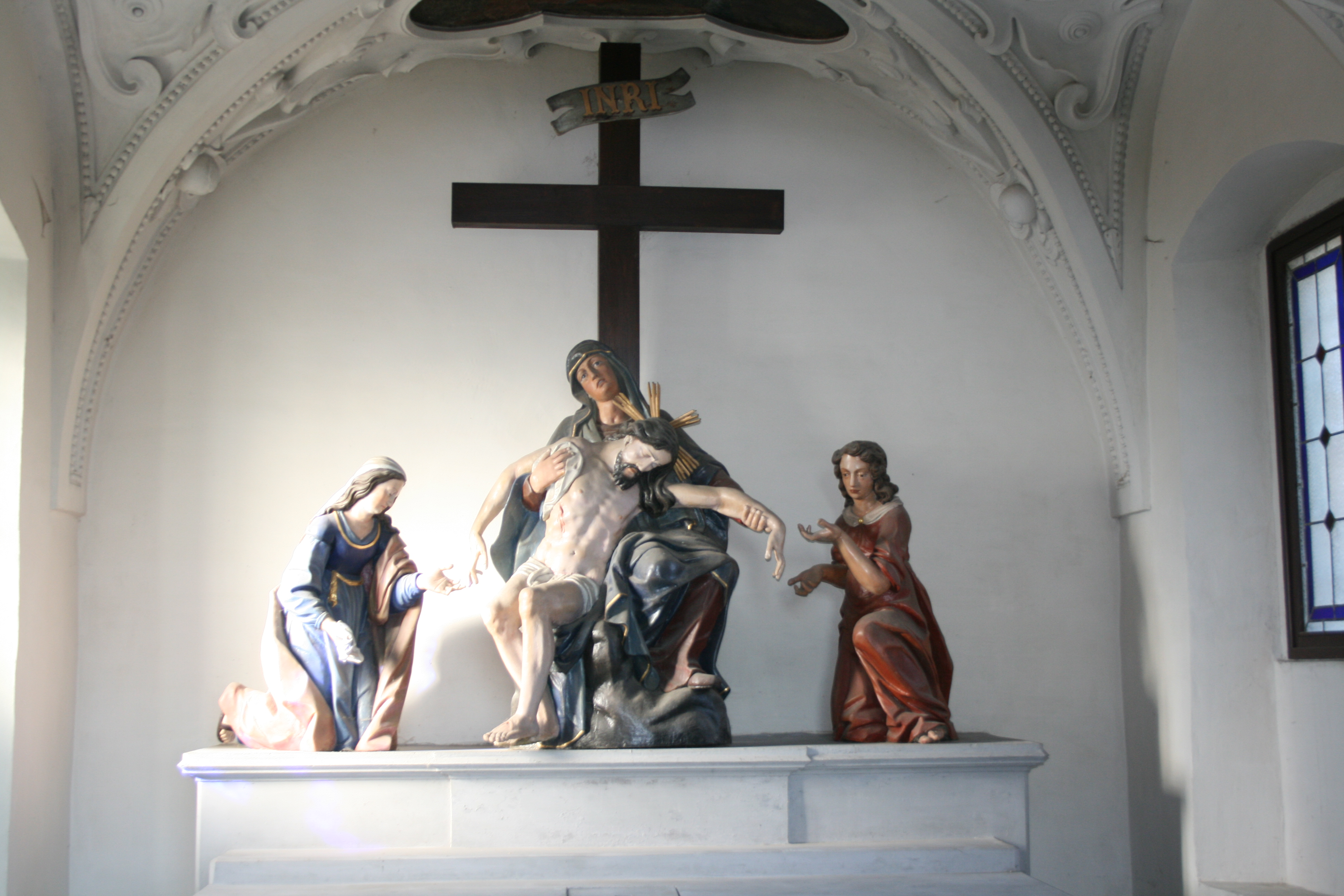
Beweinungskapelle Graz

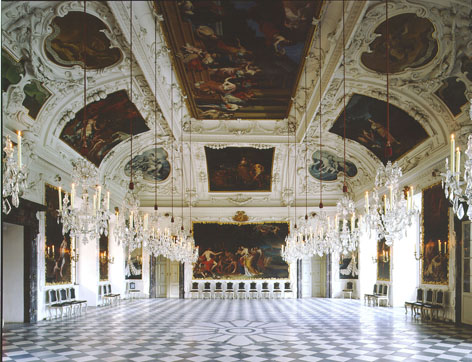
Schloss Eggenberg Planetensaal Stuckarbeiten

### Werke (Auswahl)
- Burg Červený Kameň, Slowakei

Die heutige Burg Červený Kameň (dt. Bibersburg) wurde nach einem Brand im Jahre 1646 neu erbaut. Auftraggeber war der Palatin von Ungarn Paul (IV.) Pálffy von Erdőd, für Filiberto Lucchese als Architekt; Carpoforo Tencalla als Maler und Alessandro Serena aus Arogno als Stuckateur.
- Kalvarienberg Beweinungskapelle in Graz

Die Beweinungskapelle von 1660 hat ein Kreuzgewölbe und ist mit Stuckaturen im Ohrmuschelstil ergänzt.
- Wallfahrtskirche Mariazell

Die Stuckdekorationen von 1664/65 in den Sakristeien der Basilika Mariazell stammen von Alexander Serenio, der wahrscheinlich schon an den Caminschen Dekorationen (in Langhaus, Kapellen, Emporen) mitgearbeitet hat. Weitere Stuckateure waren Giovanni Rocco Bertoletti und Domenico Boscho.
- Schloss Limberg bei Wies, Bezirk Deutschlandsberg

In einigen Räumlichkeiten, wie dem Rittersaal von Schloss Limberg (Steiermark) sind Stuckaturen aus 1666 von Alessandro Serenio erhalten.
- Schloss Eggenberg

Reichsfürst Johann Seyfried von Eggenberg beauftragte die fürstlichen Hofkünstler, den Maler Hans Adam Weissenkircher, den Stuckateur Alessandro Serenio, u. a. die 24 Prunkräume in seinem Schloss auszustatten, sie arbeiteten von 1666 bis 1683.
- Schloss Trautenfels

Der Landeshauptmann der Steiermark Graf Siegmund Friedrich von Trauttmansdorff ließ sein Schloss Trautenfels neu ausstatten. Die Fresken schuf um 1670 Carpoforo Tencalla, die Stuckarbeiten Alessandro Sereni.
- Burg Rabenstein

Um 1670 ließ Cäcilia Renata Gräfin von Trauttmansdorff in ihrer Burg Rabenstein zwei Festsäle errichten, den großen Rittersaal mit Stuck von Alessandro Serenio.

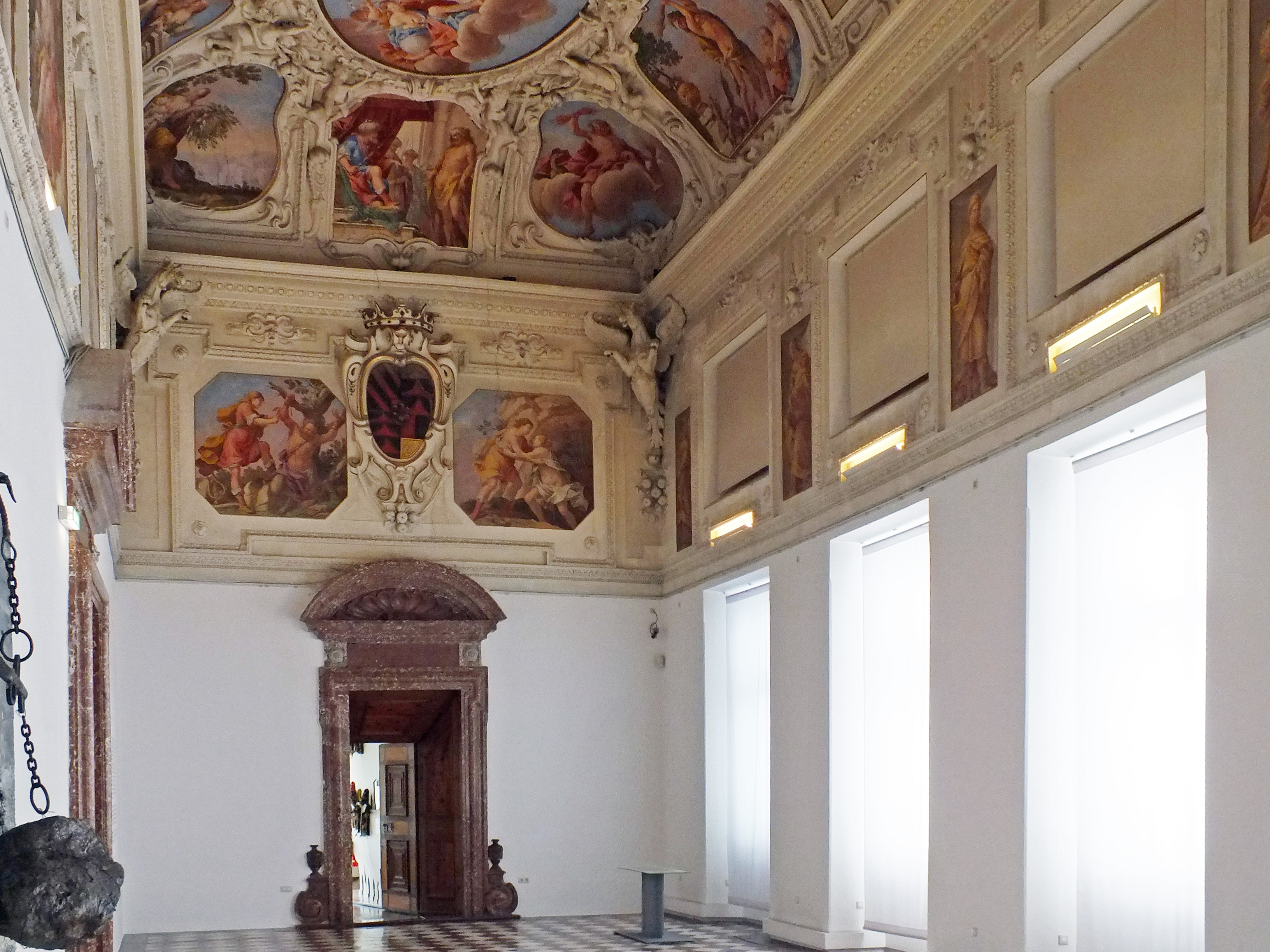
Trautenfels Marmorsaal
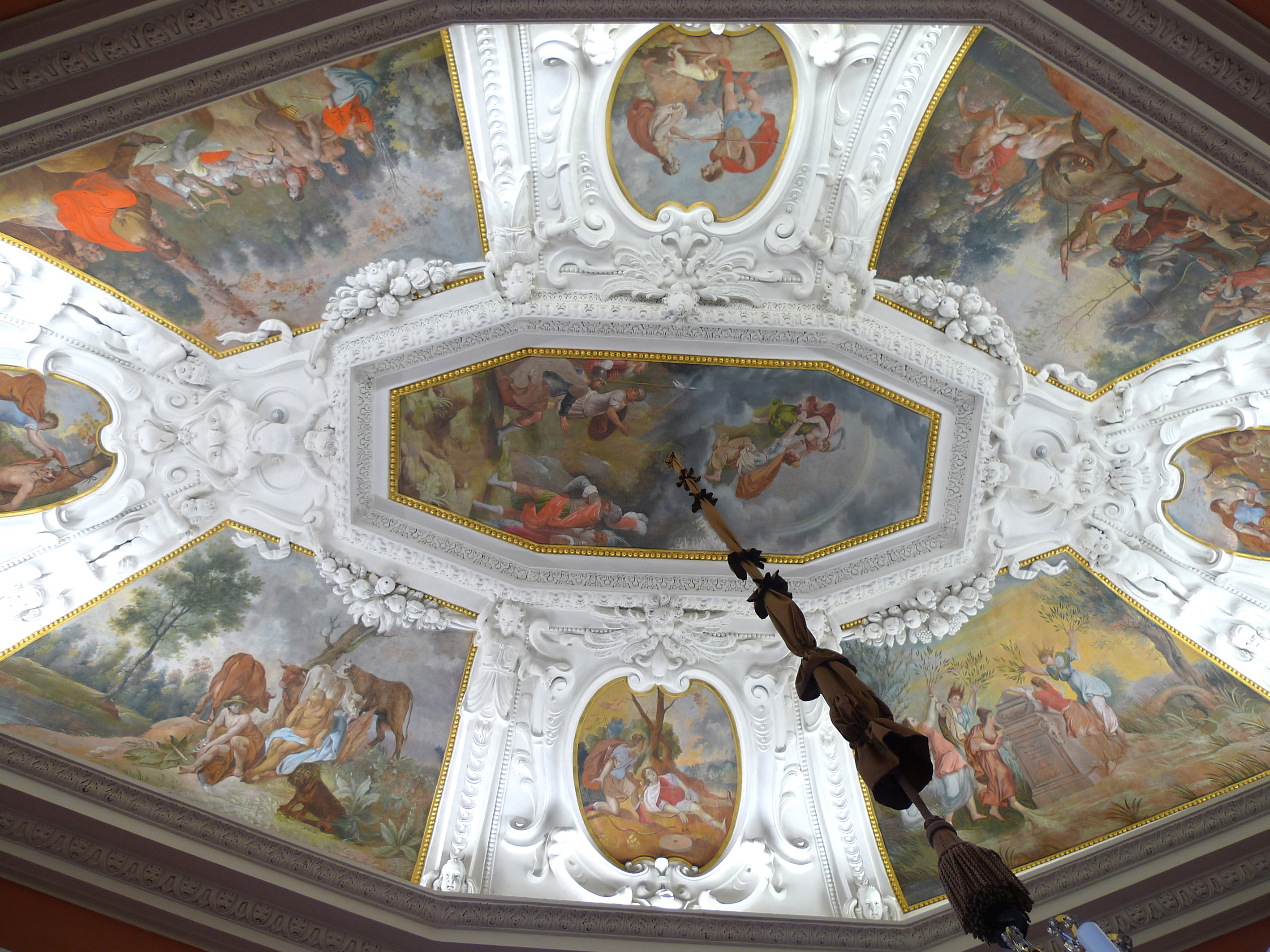
Burg Rabenstein Rittersaal
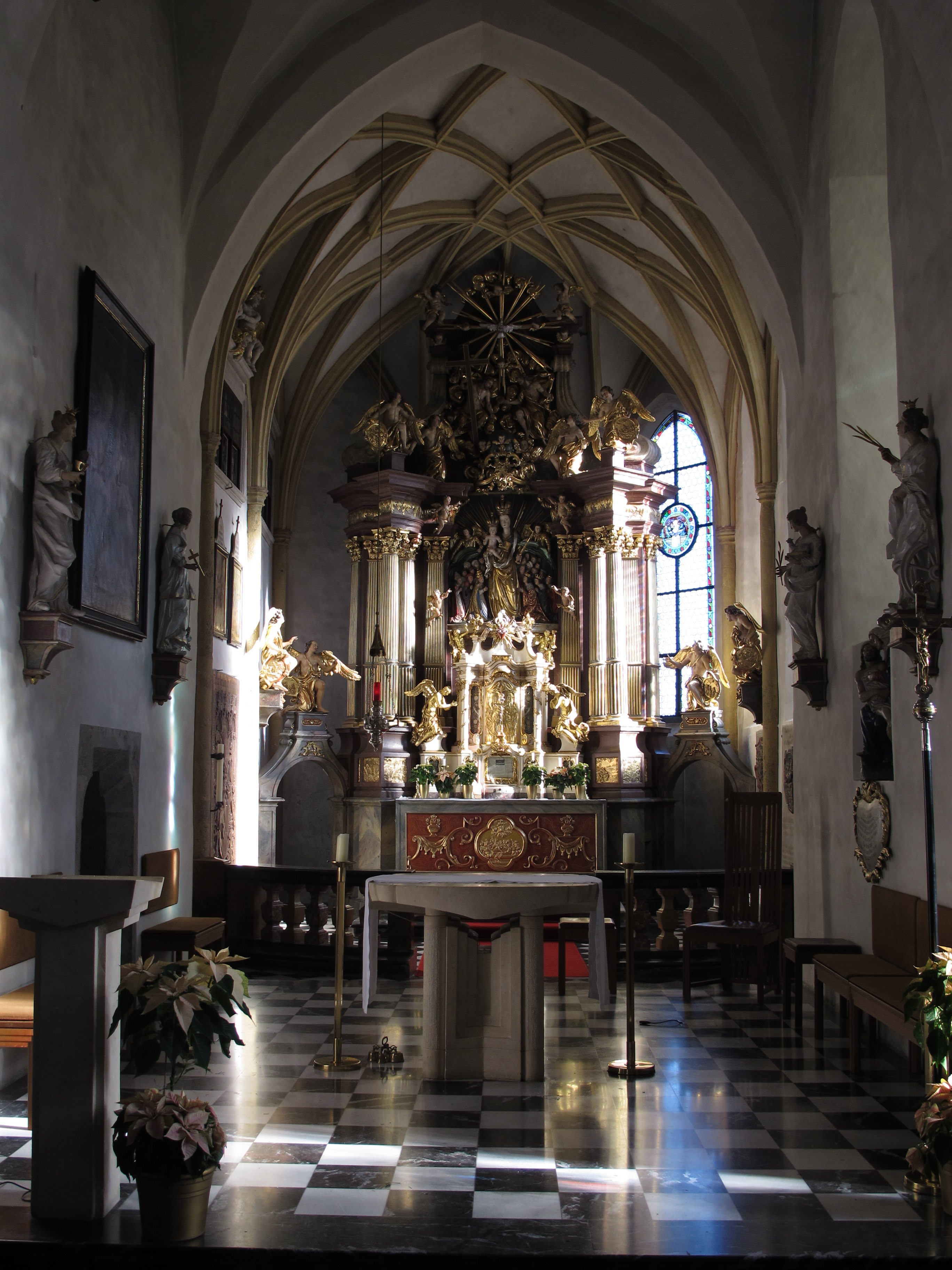
Maria Straßgang

- Pfarrkirche Maria Elend in Graz

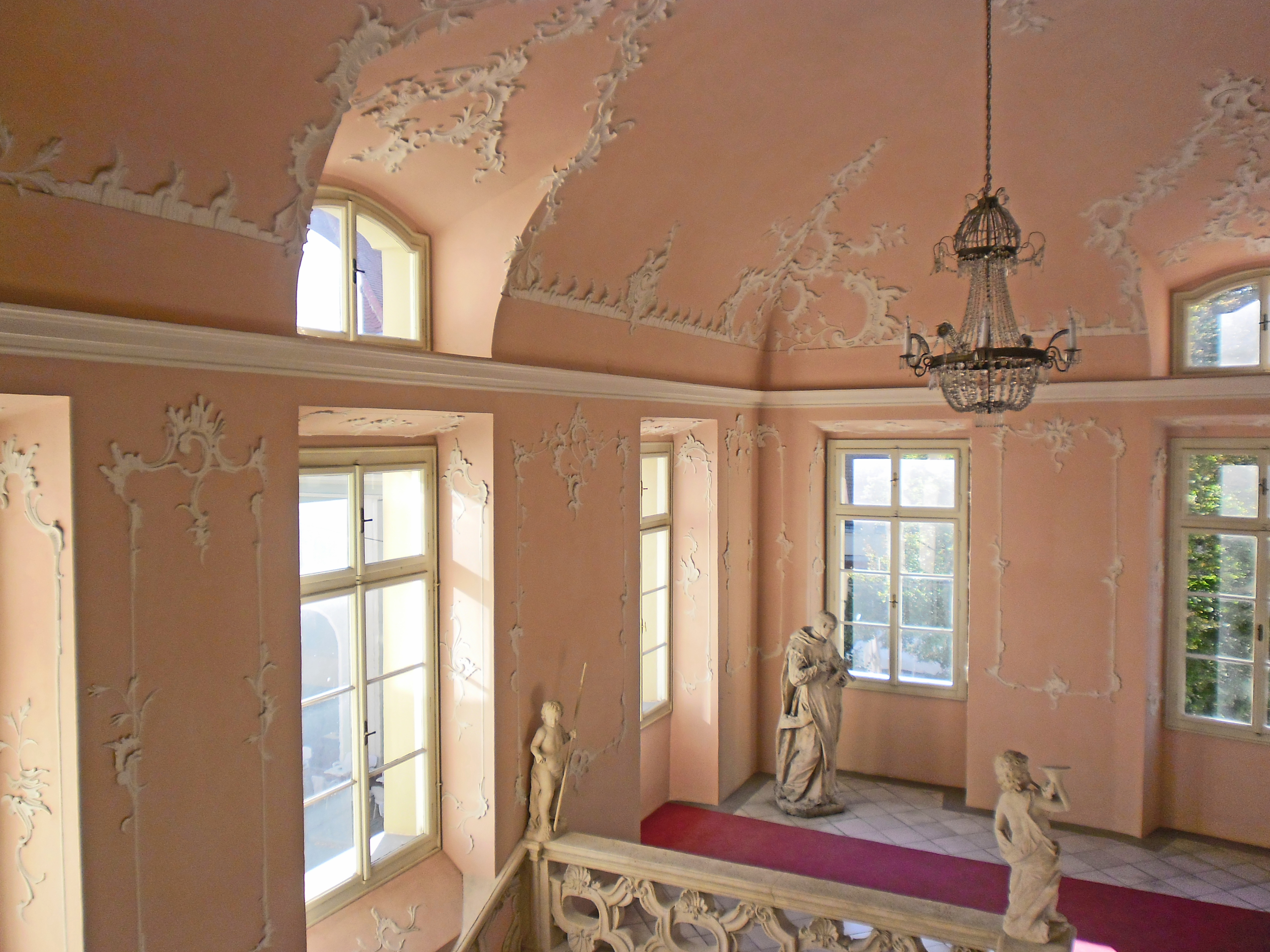
Stadtburg Marburg

In der Pfarrkirche Maria im Elend im Grazer Stadtbezirk Straßgang erbaute 1674 Maurermeister Johann Baptist Pozzo an das Langhaus Seitenkapellen- und eine Sakristei, Säulenarkaden mit reichem Stuck, urkundlich Alessandro Serenio 1674 und 1679.
- Stadtburg Marburg in Slowenien

Aus stilistischen Gründen wird die üppige Stuckarbeit im Schloss Maribor Alessandro Serenio zugeschrieben.
- Schloss Poppendorf in Poppendorf, Gemeinde Gnas

Ein vollständiger Neubau der Burg in Gnas unter Georg von Mersperg war 1676 abgeschlossen. Der Hauptsaal wurde mit einem Spiegelgewölbe und Stuckaturen von Alessandro Serenio ausgestattet.
- Mausoleum Ehrenhausen

Alexander Serenio († 1688) arbeitete von 1685 bis 1688 in der oberen Kuppelzone des Mausoleums Ehrenhausen. Danach setzte sein Sohn Joseph Antonio Serenio die Arbeiten in der unteren Kuppelzone fort. Es ist möglich, dass er nach einem Riss des jungen Fischer von Erlach arbeitete.

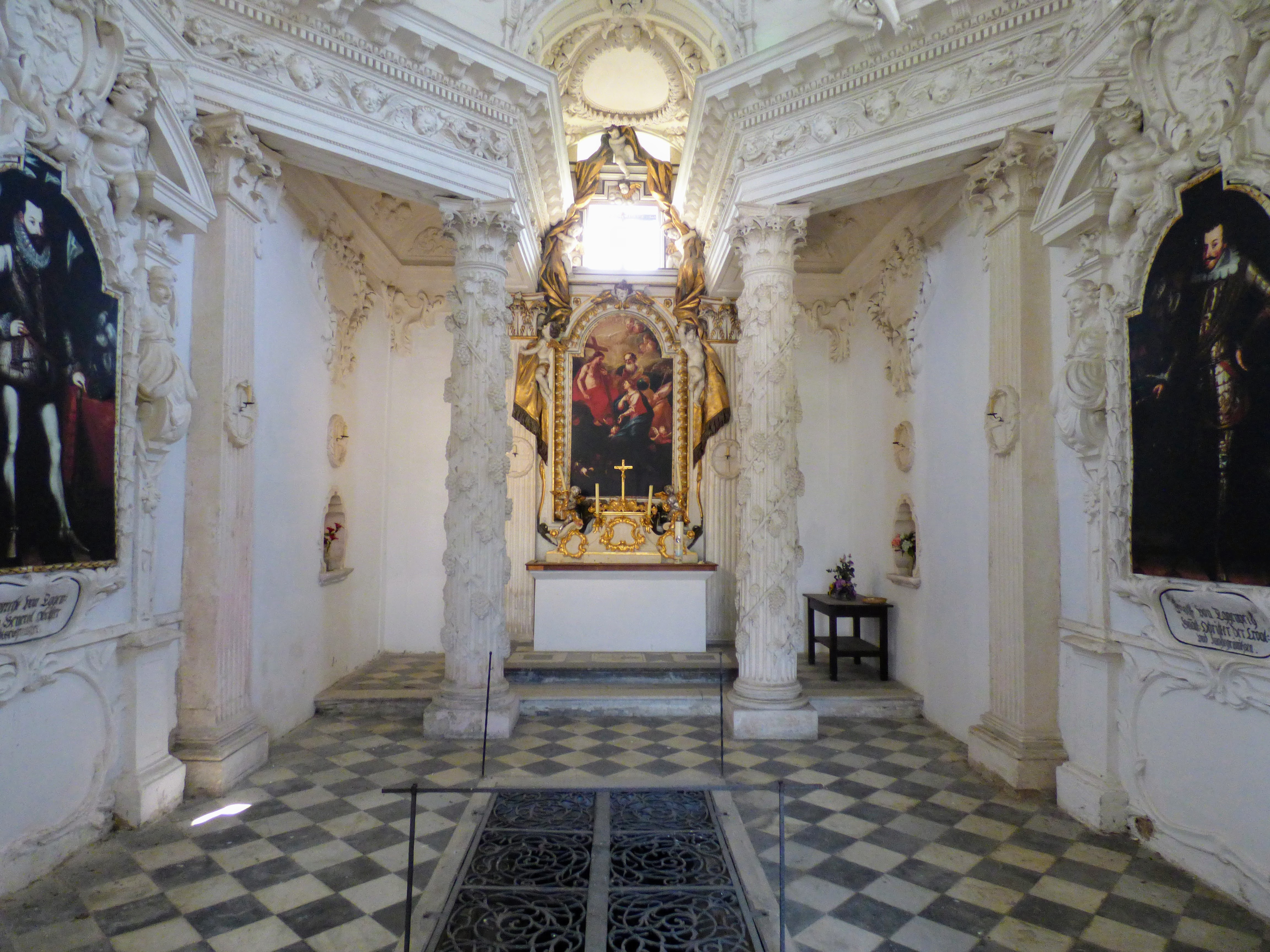
Mausoleum innen
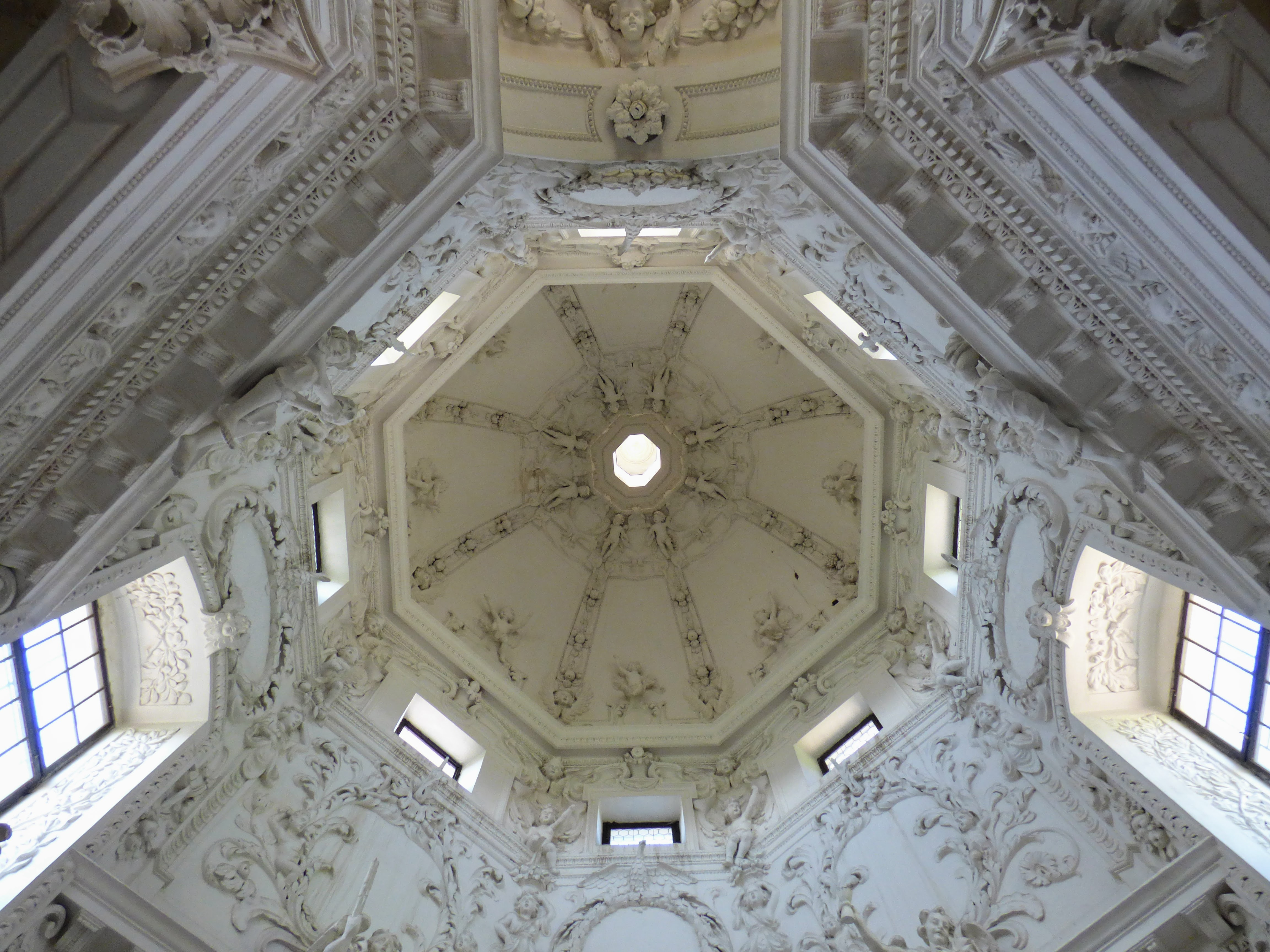
Kuppel, Stuck oben Alexander, darunter Sohn Joseph

- Schloss Ottersbach in Großklein, Bezirk Leibnitz

Im Schloss Ottersbach in Großklein wurde 1680 ein Saal mit einer Stuckdecke aus der Werkstätte des Alessandro Sereni versehen.
- Ehemalige Stiftskirche – Schloss Stainz

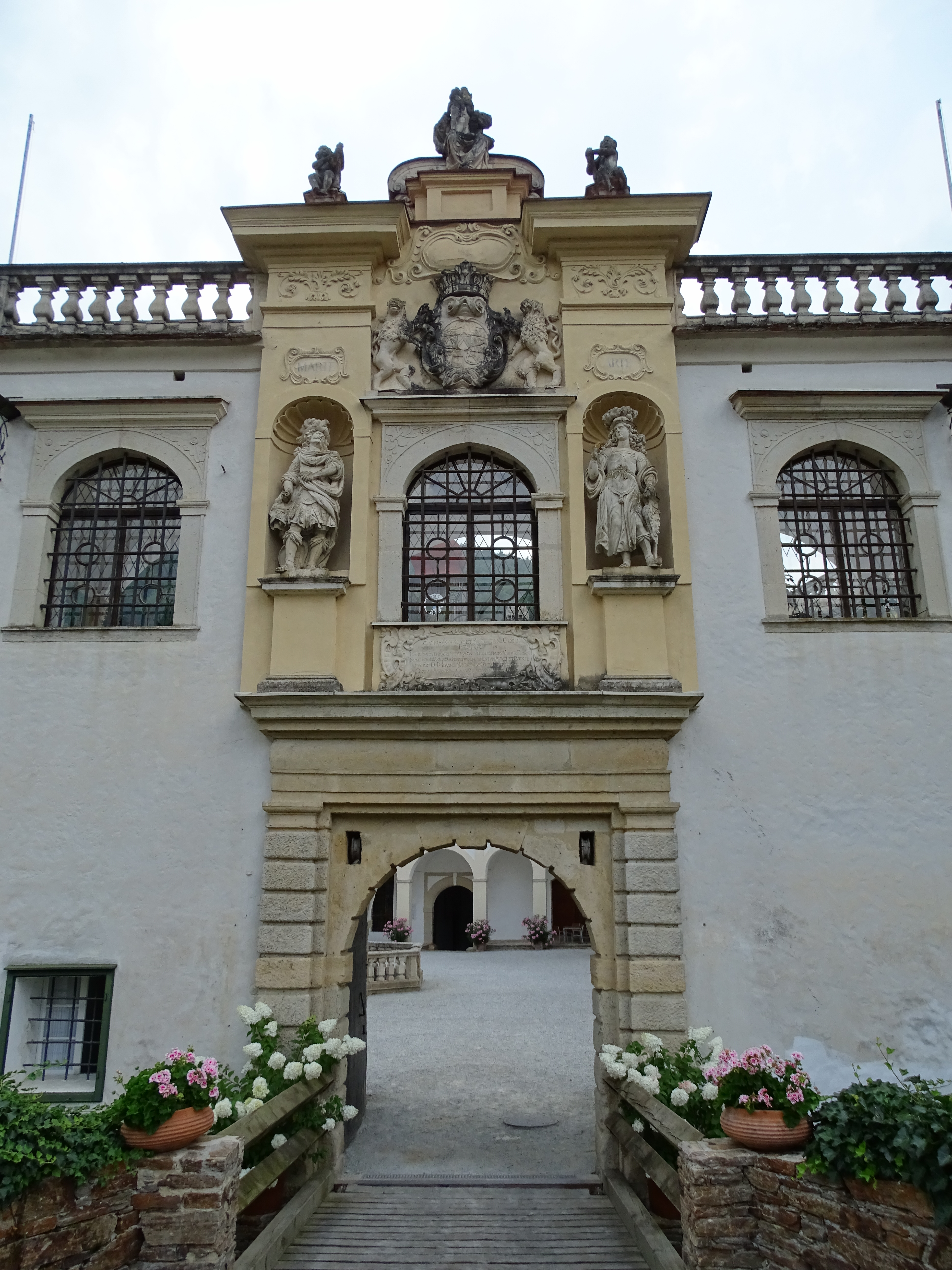
Schloss Herberstein Portal

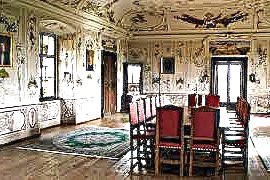
Schloss Frauheim

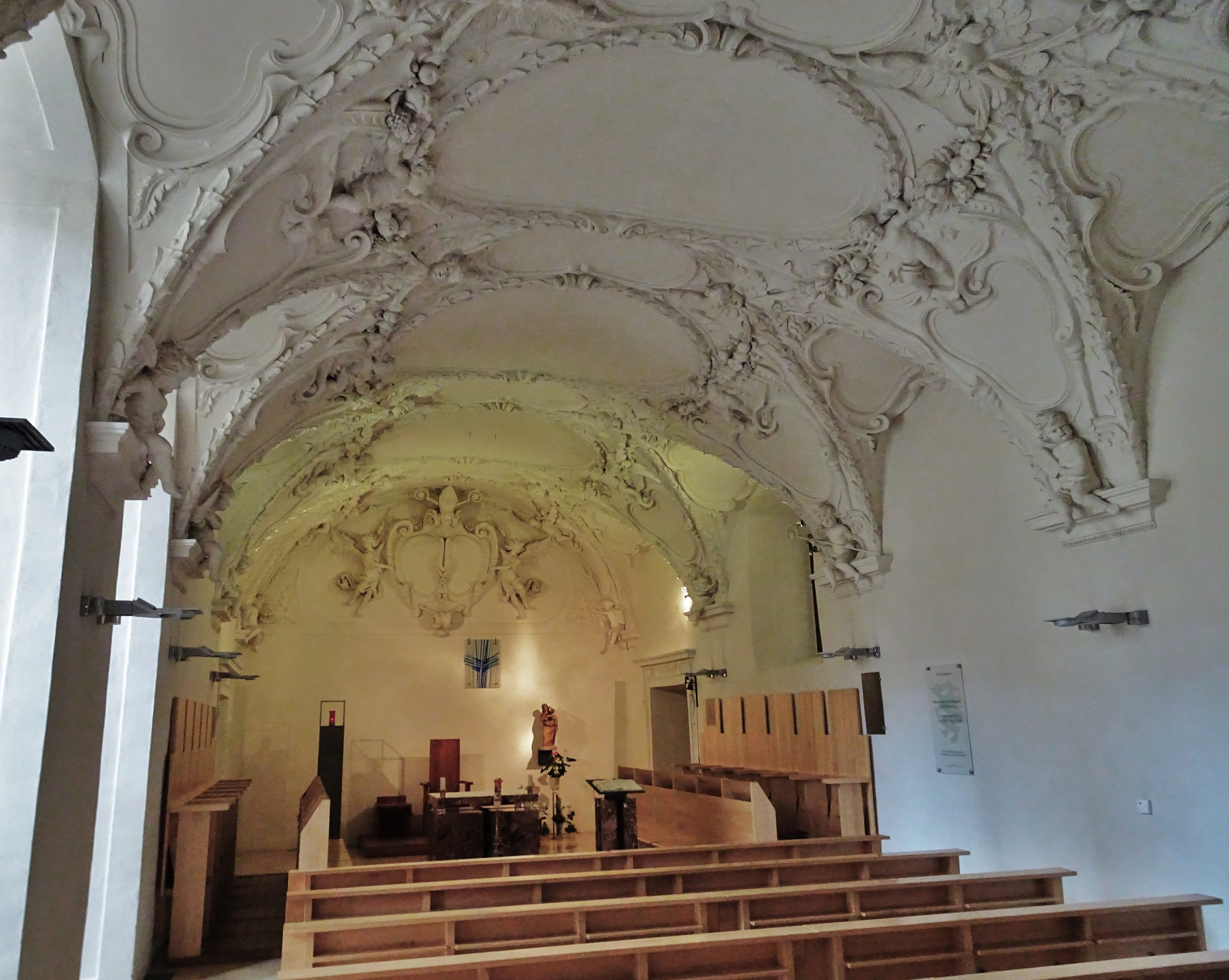
Marienkapelle im Stift Rein (‚Winterkirche‘)

Die Kirche Hl. Katharina in Stainz war bis 1785 Stiftskirche, ist heute Teil von Schloss Stainz. Die vorgelegten wandartigen Pfeiler und Stuckdekorationen stammen von Alexander Serenio und seiner Werkstätte um 1680.
- Schloss Herberstein

Am Portal thront zuoberst eine Marienstatue, errichtet von Antonio Solari und Alexander Serenio, weiters eine Stuckdecke um 1682.
- Schloss Frauheim in Ragnitz, Bezirk Leibnitz

Die Repräsentationsräume sind mit Stuckdecken aus der Werkstatt des Alessandro Serenio geschmückt.
- Schloss Frauental in Deutschlandsberg

Graf Ferdinand Zehetner ließ Schloss Frauental mit Kapelle St. Joseph in Deutschlandsberg errichten. Von 1685 stammen die Stuckaturen der Werkstätte des Alexander Serenio.
- Vierzehn-Nothelfer-Kirche (Graz)

Reichsfürst Johann von Eggenberg ließ die Vierzehn-Nothelfer-Kirche erbauen, Fertigstellung war um 1684. Die Stuckaturen werden Alessandro Sereni und seiner Werkstätte zugeschrieben.
- Stift Rein Stiftskirche

Im Stift Rein in Gratwein-Straßengel gestaltete Serenio reiche, auch figürliche Stuckaturen.